# Преображенский храм (Тула)
Преображенский храм — православный храм в Туле.

## История
В XVII веке на месте храма стояла церковь, называемая в народе Николая на Площади, которая в 1723 году перешла к Успенскому монастырю. В начале XIX века она сильно обветшала и в 1842 году на её месте по проекту В. Ф. Федосеева был построен новый двухэтажный пятиглавый храм в честь Преображения Господня. Храм являет собой яркий пример русского классицизма начала XIX века. Фасады здания с лицевой стороны украшают дорические колонны.
Главный престол нижнего храма — в честь иконы Пресвятой Богородицы «Утоли Моя Печали» — освятили в 1836 году. На первом этаже были ещё два престола — во имя Архистратига Михаила и во имя святой великомученицы Варвары. Главный престол новой церкви — во имя Преображения Господня — находился на втором этаже и был освящен в 1842 году. Южный придел верхнего храма посвятили Тихвинской иконе Пресвятой Богородицы, северный — Николаю Чудотворцу (в память прежнего храма). Приделы освящены в 1843 году.

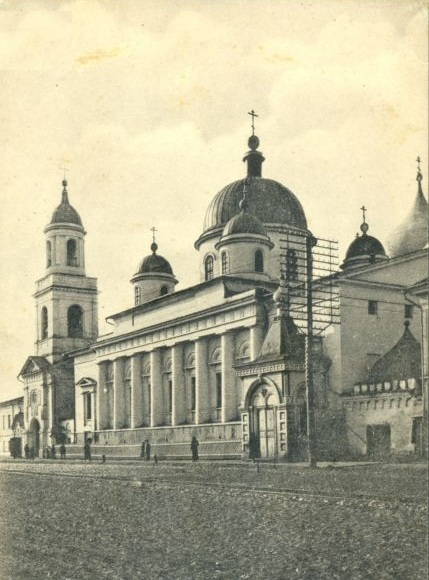
Преображенский храм (нач. XX века)

Северный и южный фасады храма украшают колоннады из восьми мощных дорических колонн. Между колоннами — большие окна, благодаря которым хорошо освещался верхний храм. Цокольный этаж (нижний храм) имел полукруглые окна, обрамленные клиновидными камнями. При входе в храм находился шатровый тамбур, более поздняя пристройка выполненная в русском стиле, мало гармонирующем с классицистическим обликом Преображенской церкви.
С восточной стороны храма по линии северной стены монастырской ограды, над главными воротами монастыря находилась колокольня с семья колоколами. Она выходила на улицу Лопатинскую (ныне Менделеевскую) и располагалась между Преображенской церковью и кельями настоятельницы. Во втором ярусе колокольни находилась небольшая церковь Знамения Пресвятой Богородицы, в которую вел ход от келий настоятельницы. Колокольня, Преображенский храм, каменная ограда и башни по её углам составляли гармоничный архитектурный ансамбль.
Древнейшей и главной святыней Успенского монастыря, хранившейся в Преображенском храме, была икона Николая Чудотворца, именуемая «Тульской». Согласно сказанию, в XVI веке один из днепровских казаков нашел в Туле на болоте икону св. Николая Чудотворца, построил во имя этого святого храм («Никола на площади») и поместил туда явленную икону. Эта икона с тех пор особенно почиталась казаками и воинами. Считалось, что именно «Никола Тульский» помог защитникам нашего города отразить нападение крымского хана Девлет Герая в 1552 году. После Октябрьской революции икона «Николы Тульского» оказалась утерянной.
В советские времена её здание было сильно искажено — лишено четырёх из пяти куполов и производило впечатление светской постройки. Впечатление светскости усиливалось и потому, что храм не имеет алтарной апсиды в восточной части. Колокольню разрушили в начале 1920-х годов. Преображенская церковь была передана в распоряжение оружейного завода. Её цокольный этаж долгое время использовали под склад, верхний — занимали учреждения Пролеткульта. Затем в бывшем храме расположилась КЭЧ (коммунально-эксплуатационная часть). С 1949 года здесь находился Тульский комитет ДОСФЛОТа, позже — Морская школа. В 1960 году Преображенскую церковь согласно постановлению Совета Министров РСФСР поставили на государственную охрану, как памятник архитектуры XIX века.
В конце 1993 года храм передали Тульской православной классической гимназии. С 2001 по 2007 год в нём велись реставрационные работы. Были обустроены два этажа храма, также восстановили четыре снесённые главы. При храме работает воскресная школа и видеотека с православной тематикой. Однако, богослужения в храме не проводятся.

## Источник
- Лозинский Р. Р. Страницы минувшего. — Тула: ТГПУ им. Л. Н. Толстого, 2000. — 135 с.